# Tydeus sarekensis
Tydeus sarekensis är en spindeldjursart som beskrevs av Trägårdh 1910. Tydeus sarekensis ingår i släktet Tydeus, och familjen Tydeidae. Arten är reproducerande i Sverige.